# Inge Sielmann

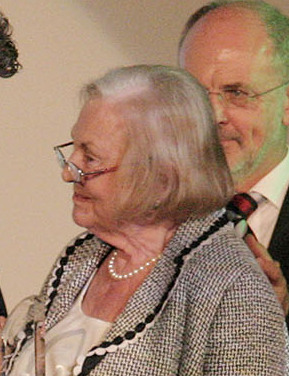
Inge Sielmann (2009)

Inge Sielmann (geb. 28. April 1930 als Inge Witt in Hamburg; gest. 25. März 2019 in München) war eine deutsche Naturschützerin. Gemeinsam mit ihrem Ehemann, dem Tierfilmer Heinz Sielmann, gründete sie 1994 die Heinz-Sielmann-Stiftung und leitete sie nach seinem Tod von 2006 bis 2017.

## Leben
Inge Witt wurde 1930 in Hamburg geboren. Von 1948 bis 1951 war sie Volontärin beim NWDR. 1951 heiratete sie Heinz Sielmann und zog mit ihm nach München. 1954 kam ihr Sohn Stephan zur Welt (er kam 1978 mit 24 Jahren während einer Expedition in Kenia bei einem Unfall ums Leben).
Inge Sielmann unterstützte ihren Ehemann bei den Vorbereitungen für seine Filmexpeditionen (z. B. 1955 im damaligen Belgisch-Kongo), begleitete ihn später auch selbst – manchmal mehrere Monate lang – wie 1957 bei den Dreharbeiten für Herrscher des Urwalds. Mit der Gründung der „Heinz Sielmann Produktion“ 1960 übernahm sie auch dort Verantwortung durch Sichtung und Grobschnitt des Filmmaterials, Reisevorbereitungen, Koordination von Terminen, Buchpräsentationen, Vortragsreisen und Filmvorträgen.
1994 gründete das Ehepaar die Heinz-Sielmann-Stiftung als bundesweit tätige Naturschutzstiftung mit dem Motto „Naturschutz als positive Lebensphilosophie“ und dem wichtigsten Ziel, Kinder und Jugendliche zu einem verantwortungsbewussten Umgang mit der Umwelt anzuleiten. Als erste private Stiftung erwarb sie ehemalige Bergbauflächen und Truppenübungsplätze, um sie langfristig unter Naturschutz stellen zu können. Schon vor der Wiedervereinigung angedacht, engagierten sich Heinz und Inge Sielmann für die Realisierung des Grünen Bandes Deutschland bzw. Grünen Bandes Europa entlang des Verlaufs der ehemaligen Militärblockgrenzen.
Nach dem Tod ihres Mannes im Jahr 2006 führte Inge Sielmann das gemeinsame Lebenswerk fort und übernahm im selben Jahr den alleinigen Vorsitz im Stiftungsrat. 2008 stiftete sie den Heinz-Sielmann-Filmpreis. 2017 gab sie den Stiftungsratsvorsitz an Fritz Brickwedde, den langjährigen Generalsekretär der Deutschen Bundesstiftung Umwelt (DBU), ab.
Inge Sielmann verstarb 2019 in München.

## Ehrungen
- 2004 Brandenburger Naturschutzpreis[8]
- 2004 Verdienstkreuz 1. Klasse des Bundeslandes Niedersachsen[2]
- 2005 Ehrenring in Gold der Stadt Duderstadt[2]
- 2007 Ehrenbrief des Freistaats Thüringen[2]
- 2014 Verdienstorden des Landes Brandenburg[9]
- 2017 Deutscher Umweltpreis aus den Händen des deutschen Bundespräsidenten Frank-Walter Steinmeier gemeinsam  mit Kai Frobel (Bund für Umwelt und Naturschutz Deutschland/BUND), Hubert Weiger (BUND) (für das Projekt Grünes Band), Bernhard Oswald und Johannes Oswald (für die Entwicklung energieeffizienter Elektromotoren)[5]

- Inge-Sielmann-Grundschule in Milower Land/Ortsteil Milow[10]
- Städt. Inge-Sielmann-Kindergarten in Duderstadt[11]
- Inge-Sielmann-Weiher bei Überlingen-Walpertsweiler[12]